# 가나가와신마치역
가나가와신마치역(일본어: 神奈川新町駅、かながわしんまちえき 영어: Kanagawa-shimmachi Station)은 일본 가나가와현 요코하마시 가나가와구에 있는 철도역이다.

## 타는 곳
| 1·2 | ■ 본선 | 요코하마·미우라카이간 방면       |
| 3·4 | ■ 본선 | 하네다 공항 방면 / 시나가와 방면 |

## 역세권 정보
- 국도 제15호선

## 역사
- 1915년 8월 21일: 신마치역으로 영업을 개시함.
- 1927년 4월: 가나가와신마치역으로 명칭을 변경함.
- 1978년 3월 6일: 승강장 길이 연장(8량, 약 145 미터 → 12량, 약 220 미터)
- 2019년 9월 5일 - 역 구내 건널목에서 쾌속열차 대형트럭과 충돌하는 사고 발생.

## 화랑

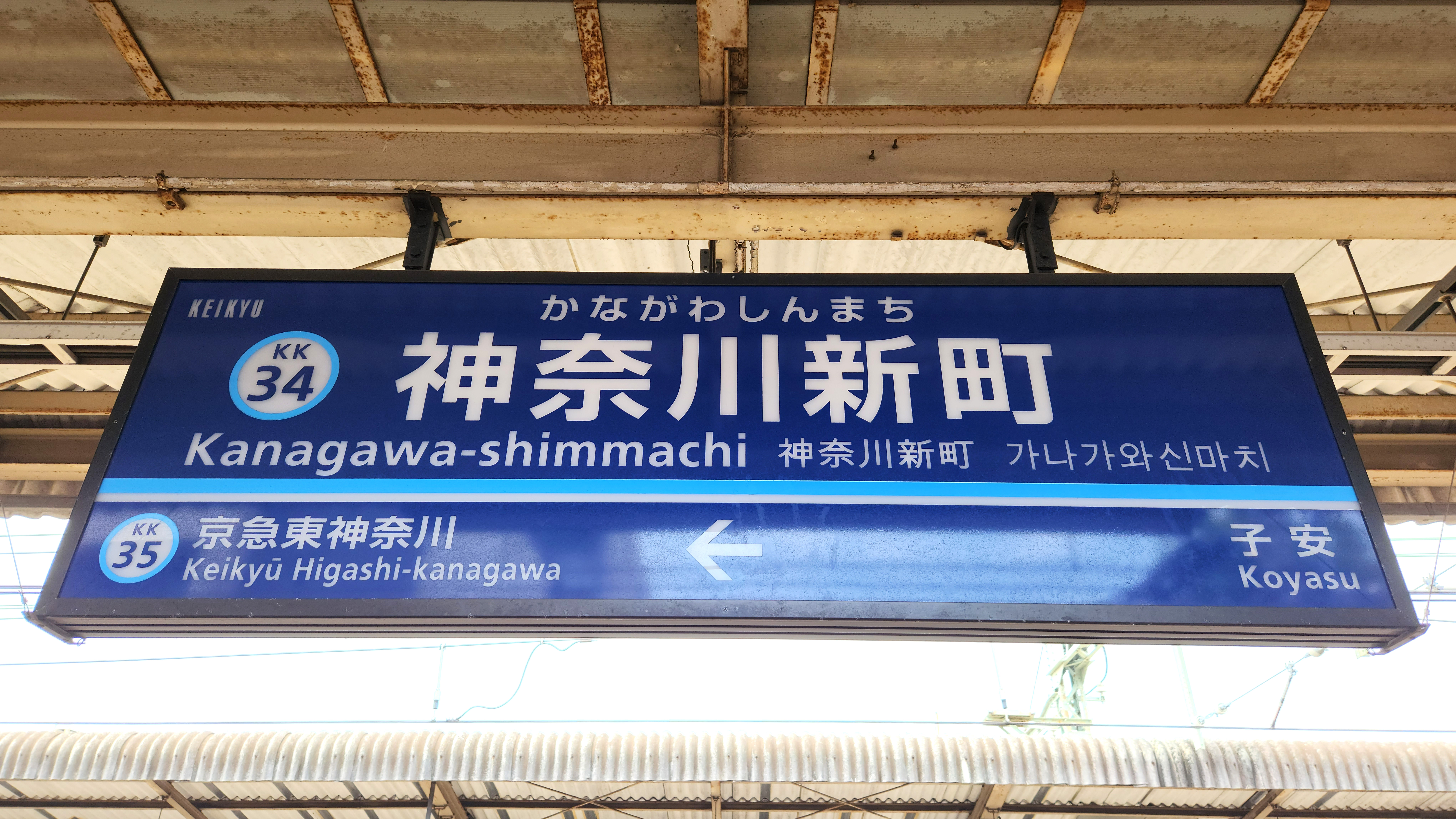
역명판(2023년 7월)

## 인접역
| 게이힌 급행 전철 ■ 본선                           | 게이힌 급행 전철 ■ 본선 | 게이힌 급행 전철 ■ 본선                     |
| ------------------------------------------------- | ----------------------- | ------------------------------------------- |
| KK20 게이큐 가와사키 시나가와 방면                | ■ 특급                  | 요코하마 KK37 미사키구치 방면               |
| KK29 게이큐 쓰루미 하네다 공항 제1·제2터미널 방면 | ■ 에어포트 급행         | 게이큐 히가시카나가와 KK35 즈시·하야마 방면 |
| KK33 고야스 시나가와 방면                         | ■ 보통                  | 게이큐 히가시카나가와 KK35 우라가 방면      |